# Le Temps d'une paix
Cormoran
Le Temps d'une paix est un téléroman québécois en 135 épisodes de 25, puis de 50, minutes. Il a été créé par Pierre Gauvreau et diffusé du 29 octobre 1980 au 1er décembre 1986 à la Télévision de Radio-Canada. La série est le premier volet du triptyque télévisuel de Gauvreau, précédant Cormoran.

## Synopsis
Ce feuilleton se déroule dans le Québec rural entre la Première et la Seconde Guerre mondiale, soit le temps d'une paix.
Elle met en scène quatre familles canadiennes-françaises : les Saint-Cyr, les Fournier, les Desrosiers et les Lavoie. 
À la tête de la famille Saint-Cyr, Rose-Anna, veuve et mère de sept enfants, dont trois seulement ont survécu : Antoinette, Juliette et Lionel. Lionel épousera, au fil des saisons, Noëlla, la fille de Nicéphore Leclerc (frère de Zidore Leclerc, la commère du village, marié à Vaillance, la belle-sœur de Rose-Anna). Juliette, après une grossesse inopportune survenue alors qu'elle était servante à la maison de campagne de la famille Fournier, à Pointe-au-Pic, mariera Raoul Savary, un lieutenant dans l'armée, fils de Cyrille Savary. Juliette passera ainsi de la condition de servante à celle de dame bourgeoise de la Haute-Ville de Québec. Deux enfants naîtront de cette union : Jeanne d'Arc et Antonio. Antoinette a connu une idylle avec MacPherson, mais une rupture s'ensuivit. Femme à l'esprit indépendant, elle entrevoit une vie de misère si elle consent au mariage. Après avoir été servante pour une famille anglophone, Antoinette sera couturière pour une manufacture et sera ensuite promue à un travail de contre-maîtresse par son beau-frère Raoul, qui vient d'ouvrir la Buanderie du Progrès. Elle accèdera plus tard à la direction de l'entreprise.
Rose-Anna habite avec Mémère Bouchard, la grand-mère de son défunt mari Antoine, sur une ferme du 8e rang de La Malbaie. Elle a aussi pris sous son aile un déficient surnommé Ti-Coune (mais prénommé Georges-Aimé). M. Cyrille Savary, père de Raoul et beau-père de Juliette, est le donateur anonyme qui paie une rente à Rose-Anna pour héberger Ti-Coune. Au décès de Cyrille Savary, la situation sera révélée. Nous apprendrons également que Ti-Coune a un frère jumeau, Amédée. Leur mère est décédée en 1912 dans le naufrage du Titanic. Amédée épousera Alexandrine, la fille du notaire Fournier.
Les Fournier sont une famille bourgeoise de la Haute-Ville de Québec, composée de Cyprien, Marie-Thérèse, leur fils Benoît et leur fille Alexandrine. Si Benoît oscille entre les idées conservatrices et les perspectives de développement économique issues du progrès, il n'en est pas de même de son père, à l'esprit conservateur. Il y aura d'ailleurs plusieurs joutes verbales et oppositions entre Cyprien et sa fille Alexandrine, une suffragette féministe tournée vers l'avenir et l'avancement de la condition féminine. La famille Fournier passe les vacances à leur maison de campagne sise à Pointe-au-Pic. Au début, c'est Rose-Anna qui se charge de l'entretien, et Juliette sera également nommée servante le temps d'un été. C'est dans ces circonstances que les familles St-Cyr, Fournier et Savary seront éventuellement unies.
Joseph-Arthur Lavoie, propriétaire du garage local et fervent promoteur des idées politiques des rouges, a deux fils : lYvon et Valérien. Yvon, vétéran de la Première Guerre mondiale, était l'amoureux de Juliette et souhaitait l’épouser. Cependant, à la suite de la grossesse inattendue de Juliette, Rose-Anna se rend à Québec pour la première fois de sa vie, afin de prévenir Cyrille Savary qu'il sera grand-père. Celui-ci persuade son fils que l'honneur lui dicte d'épouser Juliette; Raoul se rend aux arguments de son père qui désire ardemment une descendance. De son côté, Yvon trouvera enfin le bonheur avec Marie-Des-Neiges Desrosiers, fille de Siméon, son employeur au moulin à scie, mais aussi adversaire politique ("Bleu") de son père Joseph-Arthur. Marie-Rose, la femme de Siméon, est l'organiste de la paroisse.
Valérien, âme bohême aux mœurs parfois légères, s'est réfugié dans les bois pour éviter la conscription lors de la Première Guerre mondiale et cumule différents petits boulots comme ouvrier de chantier, homme engagé sur la ferme de Rose-Anna et artiste peintre. Son ami Lionel, fils de Rose-Anna, possède un talent inné pour la mécanique, qui lui vaudra d'obtenir l'emploi dont il rêve au service de Joseph-Arthur et se trouve un lien de plus entre les ces deux familles puisque le veuf Lavoie et la veuve St-Cyr ont des amours secrètes, dont seule mémère Bouchard a le soupçon.

## Fiche technique
- Scénario : Pierre Gauvreau
- Réalisation : Yvon Trudel
- Société de production : Société Radio-Canada

## Distribution
- Nicole Leblanc : Rose-Anna Saint-Cyr
- Monique Aubry : Albertine « Mémère » Bouchard[2]
- Pierre Dufresne puis Jean Besré : Joseph-Arthur Lavoie[3]
- Paul Hébert : Siméon Desrosiers
- Denise Proulx : Marie-Rose Desrosiers
- Gérard Poirier : Me Cyprien Fournier
- Andrée Lachapelle : Marie-Thérèse Fournier
- Yvan Canuel : Me Cyril Savary
- Roger Garand : Isidore « Zidore » Leclerc
- Yvon Dufour puis Pierre Gobeil : Curé Chouinard[4]
- Katerine Mousseau : Juliette Savary née Saint-Cyr
- Sébastien Dhavernas : Raoul Savary
- Marie-Lou Dion : Antoinette Saint-Cyr
- Daniel Gadouas : Lionel Saint-Cyr
- Diane Cardinal : Noëlla Saint-Cyr née Leclerc
- Denys Paris : George-Aimé « Ti-Coune » Belleau et Amédé Belleau
- Paul Dion : Yvon Lavoie
- Marie-Josée Caya : Marie-des-Neiges Lavoie née Desrosiers
- Jacques L'Heureux : Valérien Lavoie
- Sylvie Gosselin : Alexandrine Belleau née Fournier
- Jean-René Ouellet : Benoît « Ben » Fournier
- Claude Prégent : MacPherson
- René Caron : Nicéphore « Nick » Leclerc
- Luce Guilbeault : Georgette Garon veuve Laflamme
- Raymond Legault : Bisaillon
- Marie Cantin : Vipérine Bouchard
- Rémy Girard : Wladimir
- Louis De Santis : Gédéon Désilets
- Gilbert Sicotte : Fleurimont Lafrance
- Christian Saint-Denis : Clovis Lafrance
- Ginette Lalonde : Femme de Clovis
- Yves Allaire : Maurice Rioux
- Garance Mousseau-Maltais : Jeanne-d'Arc Savary
- Renaud Germain : Antonio « Tonio » Savary
- Renée Girard: Sœur Marie-Louise
- Jean Mathieu: L'Abbé Anselme Savard
- Jean-Raymond Châles: Brochu
- Mario Desmarais : Lebeau
- Jacques Thisdale : Casimir Bolduc
- Robert Desroches : Marcellin Meilleur
- Camille Ducharme : Louis-Alexandre Taschereau
- Michel Daigle : Pierre-François Casgrain
- René Gingras : Olivier Fournier
- Carl Béchard : Chef de train
- Roger Baulu : L'annonceur de radio
- Raymond David : Docteur Gaudreault
- Pier Paquette : Bob Parker, l'américain
- Carmen Côté : Augusta
- Julien Poulin : Paul-Émile « PoPaul »
- Pierre Valcour : Léopold Samson (engageur pour les chantiers)
- Gilbert Comtois : Léopold
- Claude Préfontaine : Me Théogène Lemoine
- Gilles Doucet : Détective 1 Divorce
- Marc Proulx : Détective 2
- Jean Ricard : Frère Pacôme
- Sylvie Delisle : Maria
- Danielle Schneider : Gloria
- Denis-Philippe Tremblay : Chômeur
- Jean Deschesne : Joseph Garceau
- Rolland Bédard : Colon en Gaspésie
- André Proulx : Violoneux
- Roxanne Leblanc : Bébé Jeanne d'Arc
- Marcelle Dumontet : Émilienne
- Denis Larocque : Philibert
- Jacques Charron : Fonctionnaire
- Laurent Imbeault : Journaliste
- Louis Mauffette : Journaliste
- Maurice Beaupré : Homme de la guignolée

## Commentaires
Ce feuilleton, imaginé par le scénariste Pierre Gauvreau, se veut le reflet de l'évolution de la population québécoise au cours de cette période de bouleversements techniques, économiques et sociaux. Il met en scène le destin parallèle de plusieurs personnages nés avec le siècle et qui rentrent dans la vie adulte dans le contexte de la Grande Guerre et vont connaitre les remous de la Grande Crise de 1929. C'est également une période importante en termes d'évolution des comportements politiques, religieux et sociaux, notamment en ce qui concerne les femmes.
De ce point de vue, les personnages de Juliette et d'Antoinette Saint-Cyr, filles de cultivateurs, ainsi que celui d'Alexandrine Fournier, fille d'un notable de Québec, représentent le fil rouge du scénario imaginé par Gauvreau. C'est autour de leur comportement et de leurs initiatives respectives que les autres personnages-clé de la série réagissent et se révèlent, notamment Rose-Anna Saint-Cyr, la mère veuve et cultivatrice, Joseph-Arthur Lavoie, entrepreneur « habitant » autodidacte, Cyprien Fournier, le notaire de Québec, et le curé Chouinard.
Les hommes de leur génération représentent les archétypes du Québec économique moderne en gestation : Lionel Saint-Cyr, Valérien et Yvon Lavoie, MacPherson, issus du milieu rural, et Benoit Fournier et Raoul Savary, élevés dans la bourgeoisie urbaine.
Les circonstances dramatiques (la guerre) et sociales (les maisons d'été des urbains dans le village de Charlevoix) vont petit à petit mélanger les destinées de ces personnages entre 1919 et 1931 et permettre à chacun de révéler ses qualités propres et ainsi de forger son propre destin.
On peut dire que les femmes du Temps d'une paix sont à l'origine des évolutions de mentalité et les hommes sont les témoins actifs de la modernisation des techniques et des affaires. Les deux reflètent l'émancipation de la société canadienne-française.
Durant ce téléroman, deux comédiens ont dû être remplacés. Pierre Dufresne, qui interprétait Joseph-Arthur Lavoie, est mort subitement entre la saison 4 et 5. Le comédien Jean Besré a pris la relève dans ce rôle clé. Également entre la saison 4 et 5, le comédien Yvon Dufour a eu des problèmes de santé, et c'est donc Pierre Gobeil qui a personnifié le curé Chouinard pour le reste de la télésérie.
Fait intéressant à noter, Le Temps d'une paix est le premier téléroman québécois à obtenir une cote d'écoute dépassant 3 millions de téléspectateurs. En effet, le dernier épisode de la série, diffusé le 1er décembre 1986, a rejoint un auditoire de 3 021 000 téléspectateurs.

## Lieux de tournage
- La maison de Rose-Anna est située dans la paroisse de Saintt-Urbain (Charlevoix), sur le chemin Saint-Jean-Baptiste, dans une courbe à environ 9 ou 10 km du village (point GPS = 47° 37,211′ N, 70° 28,804′ O). Le terrain est clôturé. La maison de Rose-Anna a été construite pour le téléroman et a toujours été vide. Elle est d'ailleurs beaucoup plus petite que le laissent croire les scènes intérieures tournées, dans les studios de la Maison de Radio-Canada. La maison située à côté est la vraie maison de cette terre. Dans la grange derrière, certaines scènes ont été tournées à l'intérieur, dont la scène de Juliette et Yvon à la section des poules et la scène de violence entre Noëlla et Lebeau, Brochu et bien sûr Ticoune, qui sauve la situation avec sa fourche.

- Les scènes intérieures de l'église ont été tournées dans l'église de Sainte-Agnès (47° 39,758′ N, 70° 16,146′ O). L'intérieur est demeuré identique.

- Toutes les scènes extérieures de l'église ont été faites dans le stationnement de l'église de Saint-Irénée (47° 34,32′ N, 70° 12,544′ O). Le presbytère derrière est celui qui a été utilisé dans le tournage.

- Le garage de Joseph Arthur est au centre du village des Éboulements, au coin de la route 362 et du chemin Sainte-Catherine. (47° 28,715′ N, 70° 19,407′ O)

- La maison du notaire Fournier est sur le chemin des falaises à La Malbaie. C'est le domaine de la famille Braehead. La maison est aussi belle qu'il y a 30 ans. Elle est visible lorsque les feuilles sont tombées à l'automne.

- Le moulin à scie et la maison de Siméon Desrosiers sont situés au 444, rang St-Pierre, à Saint-Irénée (47° 34,667′ N, 70° 16,165′ O). La maison qui est près d'un petit pont est la propriété de M. Lajoie. On peut visiter le moulin, La famille a déboisé le tour du moulin et il est devenu visible à partir de la route. Le jardin et balançoire n'y sont plus.

- La maison de Joseph-Arthur est située au 121, route 362, aux Éboulements (47° 28,858′ N, 70° 21,196′ O), en descendant la côte pour se rendre au village des Éboulements. La maison a été modifiée à l'époque en y ajoutant une galerie et une porte de côté. Ce qui n'a pas changé, c'est la grange derrière avec le caveau à patate. C'est là que l'on pouvait voir le R-100. En 2011, la maison est en stuc beige. Au deuxième étage de cette maison, il y a une chambre, maintenant transformée en studio, qui était celle de Rose-Anna.

## Récompenses
- Prix MetroStar 1986 : Téléroman de l'année
- Prix Gémeaux 1987 : Meilleure série dramatique
- Prix Gémeaux 1987 : Meilleure réalisation série dramatique à Yvon Trudel
- Prix Gémeaux 1987 : Meilleur texte : émission ou série dramatique
- Prix Gémeaux 1988 : Meilleure série dramatique
- Prix Gémeaux 1988 : Meilleur texte : émission ou série dramatique
- Prix Gémeaux 1995 : Prix du public Hydro-Québec (finaliste)

## Produits dérivés
- Les six saisons de ce feuilleton sont maintenant disponibles en coffrets DVD.
- L’exposition du Temps d'une paix au Musée Pop, à Trois-Rivières, a eu lieu du 22 juin 2011 au 18 mars 2012.
- Vêtements, photos, décors et extraits de la série.